# 楠部三吉郎
楠部 三吉郎（くすべ さんきちろう、1938年1月1日 - 2020年3月20日）は、日本のアニメーションプロデューサー。シンエイ動画株式会社名誉会長・元代表取締役社長。旧・満洲国生まれ、群馬県沼田市出身。楠部大吉郎（Aプロダクション・シンエイ動画創業者、前代表取締役会長）は実兄、ライターの楠部工は甥、イラストレーターの楠部文は姪に当たる。

## 来歴
俳人だった父（楠部南崖）を関東軍将校が「取り巻き」の一人として旧満洲国に連れて行ったことから、自身も満洲で生まれ育つ。終戦とともに引き上げ、群馬県沼田市に居住した。群馬県立沼田高等学校から明治学院大学経済学部卒。楠部自身の記述では高校卒業後、酒問屋で1年半勤めてから受験して明治学院大に進んだものの、授業には全く出席せず、保持していた運転免許を生かしたアルバイトに明け暮れていたという。大学卒業後、エアコンやサッシ営業のサラリーマンとなり、いずれも好成績を収めたが、アニメ業界で営業に苦労している兄・大吉郎を手伝うため、1970年に東京ムービーに入社した。東京ムービーでは『ジャングル黒べえ』（企画・プロデューサー）・『ガンバの冒険』（プロデューサー）・『元祖天才バカボン』（同上）などの作品に携わる。1976年、兄とともにシンエイ動画を設立する。
シンエイ動画設立後は制作管理スタッフとして兄の大吉郎を支え、自身も経営に参加した。設立間もない頃、『ドラえもん』に惚れ込み再アニメ化を希望して活動。原作者藤子・F・不二雄の説得に始まり、制作資金の確保やテレビ局へのセールスなどの苦労を経て、日本テレビ版から6年後にテレビ朝日での放映を実現させ、アニメ版ドラえもんを成功させた立役者でもある。
1980年には映画『ドラえもん のび太の恐竜』のプロデューサーも担当。1990年には社長に就任し、「ドラえもん」を筆頭に数々の藤子アニメの新作やリメイク、『クレヨンしんちゃん』や『あたしンち』など数々のヒット作を世に送り出している。
シンエイ動画での『ドラえもん』放映開始から25年経ったのを機に、「視聴者である子ども」に近い世代に交代すべきと観点から、声優・メインスタッフの変更に踏み切った。
2009年4月、シンエイ動画社長を退任。同年、自身が保有していたシンエイ動画の株式（全体比10%）の大半をテレビ朝日社長だった早河洋に委ね、2010年にはテレビ朝日に譲渡した。これによりシンエイ動画はテレビ朝日の完全子会社となり、創業者一族である楠部家は経営から完全に身を引き、代表権のない名誉会長に就任。株式を譲渡した理由について楠部は「シンエイ動画という会社を次世代に引き継ぐには、同族企業じゃダメだと思った」と記している。
多発肝転移により、埼玉県所沢市の自宅にて2020年3月20日午前6時47分死去。82歳没。

## エピソード
シンエイ動画の多くの作品に携わったが、「スタッフクレジットは実際に作った現場スタッフのもの」という考えから、自身の名前を出さなかった。唯一の例外が『ドラえもん』の最初の映画となった『のび太の恐竜』で、原作者の藤子・F・不二雄が長編は描けないと当初反対したことに加え、テレビ朝日側からの制作能力への懸念（テレビシリーズへの影響）に対して、「自分が一切の責任を取る」という意思表示として載せざるを得なくなったという。
数々の賞を受賞した自社作品『クレヨンしんちゃん 嵐を呼ぶ アッパレ!戦国大合戦』について、監督の原恵一を「非常に優れたアニメ監督」と評価しながらも、「素晴らしい作品をつくることと、その作品が持つ世界を再現することは違う」「『クレヨンしんちゃん』が大好きな子どもたちのために、その子たちの欲求に応えることがファンへの感謝の表し方」という考えから、原に対して「劇場に行って、正面から子どもたちの顔を見て見ろ!特に小っちゃいガキが、どんなにつまらなそうな顔をしているかわかるはずだ」と苦言を述べた。楠部は、原がそこで自らの意図を理解して「サーッと身を引いた」ことを評価し、次作として原が構想していた『河童のクゥと夏休み』の制作を実現したことで「労に報いたと思っている」と述べている。
臼井儀人の原作漫画『クレヨンしんちゃん』には、楠部をモデルとしたキャラクター「シンエイ物産社長 巣苦辺三和郎（すくべさわろう）」が登場するエピソードがある。
大のゴルフ好きで藤子・F・不二雄とゴルフを楽しんだり、コロコロコミックにて「ドラベース」を執筆し、後に大長編ドラえもんも執筆することとなるむぎわらしんたろうとハワイのゴルフコースを回ったこともある。

## 著書
- 『「ドラえもん」への感謝状』小学館、2014年 - 自身の生い立ちやドラえもんの制作秘話などが書かれている。